# Anatoliy Banishevskiy
Anatoliy Andreyevich Banishevskiy (em russo:  Анатолий Андреевич Банишевский ou Anatoli Andrey oğlu Banişevski) (Bacu, 23 de fevereiro de 1946 - Bacu, 10 de dezembro de 1997) foi um jogador de futebol azerbaijano.

## Carreira

### Estrela Precoce
Aos 17 anos, iniciou carreira no Neftçi Bakı, o único clube que iria defender na vida, fazendo-no até 1978. Ainda com 19 anos, já integrava a Seleção Soviética, recebendo sua primeira convocação em 1965. Banişevski corresponderia com 7 gols nas oito primeiras partidas, um deles contra o Brasil, no Maracanã, que lhe valeu uma grande ovação da plateia. O jogo, terminado em 2 x 2, foi o primeiro resultado positivo dos soviéticos frente a uma seleção sul-americana. Pelé teria dito que Banişevski possuía uma "superclasse" em campo.

### Copa de 1966
Integrou a equipe da União Soviética que foi à Copa do Mundo de 1966, ao lado do conterrâneo e colega de Neftyanik Edoward Markarov. Ambos seriam os únicos azeris a disputarem uma Copa do Mundo pela URSS, embora curiosamente nenhum dos dois fosse azeri: Banişevski tinha origens russas e Markarov era um armênio étnico. "Banya" marcaria na estreia, contra a Coreia do Norte, no mundial em que os soviéticos obtiveram sua melhor colocação na competição, um quarto lugar.
No mesmo ano, Banişevski, de ainda 20 anos de idade, lideraria o Neftyanik ao terceiro lugar no campeonato soviético. No ano seguinte, seria eleito o segundo melhor jogador da URSS, atrás de Igor Chislenko.

### Final da Carreira
Sua última competição pela União Soviética, pela qual marcou 19 gols em 50 jogos, seria a Eurocopa de 1968, embora ainda fosse eventualmente convocado até 1972. Encerrou a carreira em 1978, aos 32 anos, quando o clube ao qual era apegado (de forma que recusou proposta de clubes maiores soviéticos) já se chamava Neftçi Baku. Chegou a treinar o Neftçi entre 1981 e 1983.

## Falecimento
Morreu pobre e solitário em 1997, provocando grande movimentação em Baku, capital do Azerbaijão - agora um país independente - durante seu funeral. Nos Prêmios do Jubileu da UEFA, seria eleito o melhor jogador do país dos 50 anos da entidade.